# Legalidad de la ocupación israelí de Palestina
La legalidad de la ocupación israelí de Palestina, que ha continuado desde 1967 y es la ocupación militar más larga de la historia moderna, es un tema que ha recibido mucha menos atención que las violaciones del derecho internacional humanitario (DIH) y el derecho internacional de los derechos humanos (DIDH) que han ocurrido durante la ocupación. Múltiples resoluciones de la Asamblea General de las Naciones Unidas han descrito la continuación de la ocupación como ilegal. La tendencia general de los estudios de derecho internacional que abordan esta cuestión ha concluido que, independientemente de si inicialmente era legal, la ocupación se ha vuelto ilegal con el tiempo. Las razones citadas para su ilegalidad incluyen el uso de la fuerza para fines inadmisibles como la anexión, la violación del derecho de autodeterminación palestino, que la ocupación en sí misma es un régimen ilegal «de subyugación, dominación y explotación extranjeras», o alguna combinación de estos factores. Eyal Benvenisti sugirió que la negativa de un ocupante a participar de buena fe en los esfuerzos para alcanzar una solución pacífica no solo debe considerarse ilegal sino una anexión absoluta. El erudito en derecho internacional Ralph Wilde afirma que «La forma común de entender la duración prolongada de la ocupación... es una violación prolongada del derecho internacional». Sin embargo, Israel niega que esté ocupando Palestina y sostiene que su presencia es legal.

## Antecedentes
La ocupación israelí de Palestina que comenzó en 1967 es la ocupación militar más larga de la historia moderna. Desde la retirada israelí de Gaza en 2005, prevalece la opinión de que Gaza todavía está bajo ocupación de acuerdo con el derecho internacional; la ocupación israelí de Cisjordania es una ocupación continua. Israel ha argumentado que su gobierno en Palestina no es ocupación, pero también porque ni las Regulaciones de La Haya ni la GCIV limitan la duración de la ocupación o requieren que el ocupante devuelva los territorios al soberano antes de que se firme un tratado de paz, cita la ley de ocupación tradicional como justificación de la legalidad de sus acciones. Según muchas interpretaciones, Israel supuestamente ha anexado partes de Palestina, incluida Jerusalén Este, pero tal anexión es ilegal según el derecho internacional bajo la prohibición de la adquisición de territorio por la fuerza. Su tratamiento de otras áreas de Cisjordania se ha descrito como una anexión de facto y una «anexión progresiva» que muestra la intención final de apoderarse permanentemente del territorio.

## Uso de la fuerza
Según el derecho internacional, la anexión no es un motivo aceptable para el uso de la fuerza en el derecho internacional, ni es legal adquirir territorio mediante el uso de la fuerza. Una ocupación mantenida con el propósito de engrandecimiento territorial no es diferente de una anexión explícita según el derecho internacional—ambas son ilegales. Por lo tanto, Israel no puede anexar los territorios palestinos, ni puede continuar la ocupación por el deseo de incorporar estos territorios. Israel afirma que la ocupación se justifica como defensa propia, pero ha habido poco análisis legal de la ocupación en relación con las leyes que rigen el uso de la fuerza. Para que la ocupación sea legal, tendría que ser un uso justificado y proporcional de la fuerza cuando comenzó y continuamente desde 1967 hasta el presente, en defensa propia de la amenaza original o una amenaza comparable. Se cuestiona la legalidad del uso de la fuerza en defensa propia contra actores no estatales. Muchos expertos en derecho internacional y estados dudan de que las ocupaciones prolongadas puedan ser legales de acuerdo con el derecho internacional. La ocupación ilegal constituye un acto de agresión en el derecho internacional y también podría ser un crimen de agresión.
Algunos comentaristas han propuesto que una ocupación que inicialmente es legal seguirá siéndolo hasta que se firme un tratado de paz. Sin embargo, un tratado de paz no es sinónimo de la ausencia de una amenaza que justifique el uso de la fuerza en defensa propia, sin la cual la agresión militar se vuelve ilegal. Según Wilde, «no es creíble considerar la ocupación como un medio necesario y proporcionado para garantizar la seguridad de Israel» y, por lo tanto, la continuación de la ocupación «ha sido y es ilegal según la ley sobre el uso de la fuerza». Muchas resoluciones de la Asamblea General de las Naciones Unidas han condenado la ocupación israelí de Palestina como una violación del derecho internacional y la Carta de las Naciones Unidas.

## Autodeterminación
El derecho de autodeterminación palestino está reconocido internacionalmente. Independientemente de si actualmente existe un Estado de Palestina, la soberanía en los territorios palestinos ocupados pertenece al pueblo palestino. El erudito en derecho internacional Ralph Wilde afirma, «dado que el pueblo palestino no ha acordado que todo o parte de los Territorios Palestinos sea territorio israelí, el requisito por defecto de la ley de autodeterminación es que deben ser liberados inmediatamente de los impedimentos para autogobierno», incluido el rápido fin de la ocupación.

## Otros marcos legales
La cuestión de la legalidad de la ocupación está en gran medida separada de las violaciones del derecho internacional humanitario (DIH) y el derecho internacional de los derechos humanos (DIDH) que han ocurrido durante la ocupación. También está separado del derecho penal internacional, incluida la ocurrencia de crímenes de guerra y el argumento de que las políticas de Israel constituyen un crimen de apartheid. Según Wilde, estas violaciones del ius in bello «simplemente agravan la ilegalidad» de la ocupación. Valentina Azarova escribe que las violaciones sistemáticas del DIH y los derechos humanos están entrelazadas con el problema de la ocupación prolongada. Azarova también sugirió que las ocupaciones prolongadas ilegalmente también pueden «tratarse como manifestaciones de prácticas coloniales ilegales de dominación extranjera, subyugación política y explotación económica». Una declaración interpretativa emitida por el Comité de Derechos Humanos de las Naciones Unidas dictaminó que los actos de agresión que ocasionan la pérdida de la vida violan inherentemente el derecho a la vida garantizado por el Pacto Internacional de Derechos Civiles y Políticos.
El derecho de la ocupación, como rama del DIH, regula la conducta de la ocupación pero no aborda la cuestión de la legalidad de la ocupación en sí. En un artículo de 2005, Orna Ben-Naftali, Aeyal Gross y Keren Michaeli argumentan que debido a que la ocupación pretende ser temporal, una ocupación prolongada violaría inherentemente la ley de ocupación. Califican la ocupación israelí de Palestina como ilegal por esta y otras razones. Según Gross, una ocupación prolongada también socava la regla de que la soberanía no puede derivar de la ocupación.

## Evaluaciones generales
En el European Journal of International Law, Ardi Imseis argumenta que «la ocupación de Israel se ha vuelto ilegal con el tiempo por violar tres normas de ius cogens del derecho internacional: la prohibición de la adquisición de territorio por la fuerza, la obligación de respetar el derecho de los pueblos a la libre determinación y la obligación de abstenerse de imponer regímenes de subyugación, dominación y explotación extranjeras hostiles a la humanidad, incluida la discriminación racial».

## Consecuencias
Según Azarova, «Dado que la presencia misma de tales estados ocupantes en el territorio ocupado representa una amenaza para la población civil indígena del territorio ocupado, la tarea principal del derecho internacional es eliminar tales situaciones ilícitas mediante la restitución del territorio ocupado a la statu quo ante bellum». Azarova ha alentado a los formuladores de políticas de la Unión Europea a mantener la obligación legal de no reconocer las violaciones del derecho internacional, incluida la anexión de facto de Cisjordania por parte de Israel, y a «repensar un modelo de paz fallido».
Imseis afirma que si la ocupación es un acto internacionalmente ilícito, la solución correcta sería poner fin de inmediato al mal, en lugar de esperar un compromiso negociado, de acuerdo con el derecho internacional sobre la responsabilidad internacional del Estado. Llevar a cabo negociaciones mientras se mantiene la ocupación ilegal, en su opinión, «podría ser objeto de abuso por parte de la parte más poderosa para consolidar sus acciones ilegales bajo un manto de legitimidad proporcionado por la ONU». Según el principio ex injuria ius non oritur, el violador del derecho internacional no puede obtener un beneficio de sus violaciones.
Se ha criticado el enfoque en los métodos de ocupación y el DIH individual y el DIDH por pasar por alto la cuestión más amplia de si la ocupación en sí misma es legal, o incluso si legitima la ocupación misma. El enfoque general en la ocupación ha sido criticado por Wilde y Hani Sayed por reforzar el paradigma de la solución de dos Estados y borrar cuestiones políticas importantes como las consecuencias del éxodo palestino de 1948, los refugiados palestinos, el estado de los residentes palestinos de Israel y otros temas relevantes para el conflicto palestino-israelí.

## Lectura adicional
- Milano, Enrico (2006). «Defining the Boundaries of Legality: Unlawfulness of Territorial Situations». Unlawful Territorial Situations in International Law: Reconciling Effectiveness, Legality And Legitimacy (en inglés). Martinus Nijhoff Publishers. ISBN 978-90-474-1774-3.

- Datos: Q111502644